# 2e étape du Tour d'Espagne 2017
La 2e étape du Tour d'Espagne 2017 se déroule le dimanche 20 août 2017, entre Nîmes et Gruissan, sur une distance de 203,4 kilomètres.

## Déroulement de la course

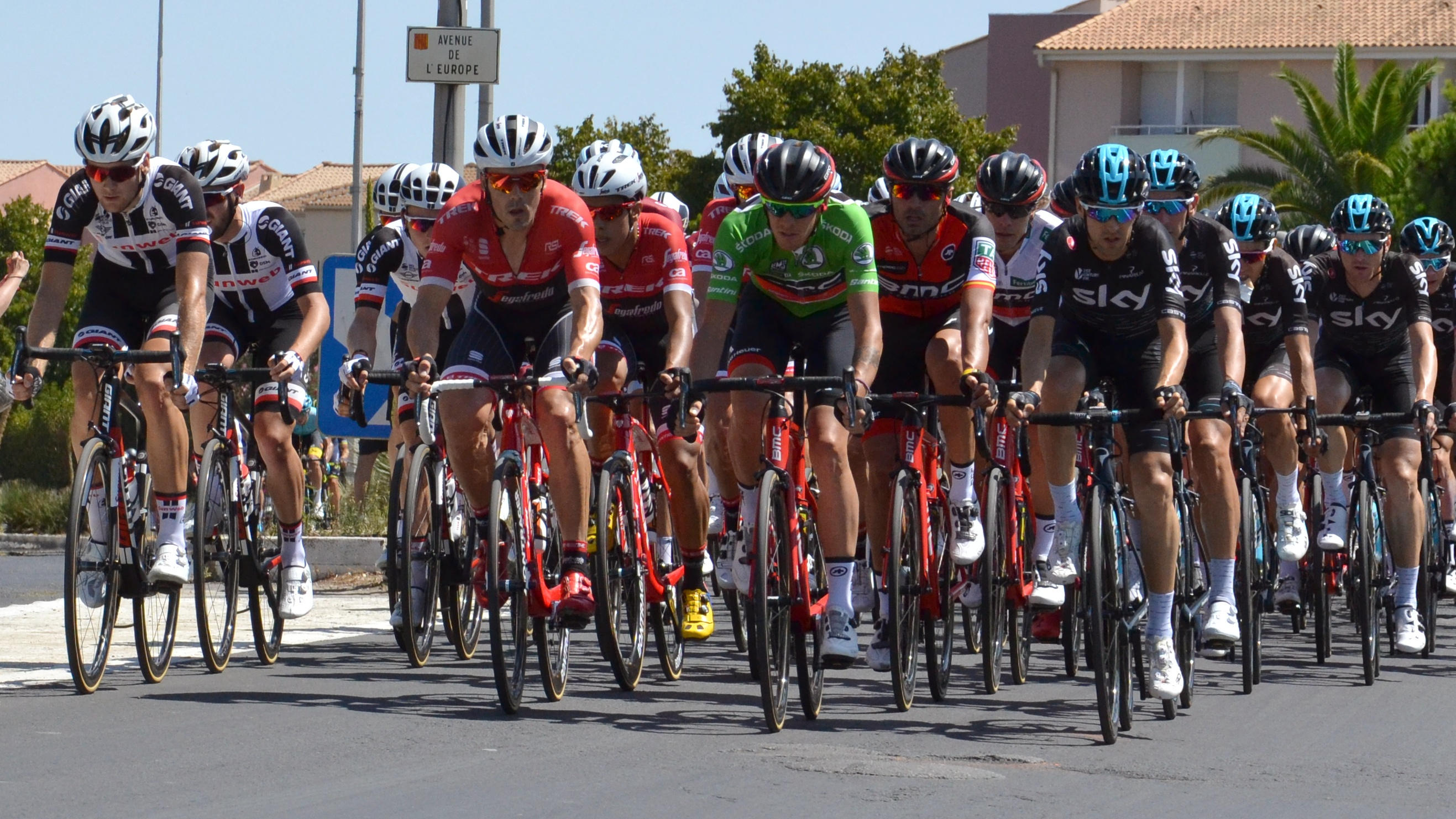
Passage du peloton à Lattes (km 50 environ).

La partie  finale se déroule à un rythme élevé avec du vent de côté, à 8 kilomètres de l'arrivée l'équipe Sky produit une accélération pour provoquer des cassures, à 3 kilomètres l'équipe Quick-Step Floors poursuit l'effort et provoque un coup de bordure qui lance le Belge Yves Lampaert vers la victoire et le maillot rouge tandis que son coéquipier Matteo Trentin finit deuxième et réalise ainsi un doublé pour l'équipe Quick-Step.

## Résultats

### Classement de l'étape
| \| Classement de l'étape \| Classement de l'étape \| Classement de l'étape \| Classement de l'étape \| Classement de l'étape \| \| Coureur \| Coureur \| Pays \| Équipe \| Temps \| \| --------------------- \| --------------------- \| --------------------- \| --------------------- \| --------------------- \| \| 1er \| Yves Lampaert \| Belgique \| Quick-Step Floors \| 4 h 36 min 13 s \| \| 2e \| Matteo Trentin \| Italie \| Quick-Step Floors \| + 0 s \| \| 3e \| Adam Blythe \| Royaume-Uni \| Aqua Blue Sport \| + 0 s \| \| 4e \| Edward Theuns \| Belgique \| Trek-Segafredo \| + 0 s \| \| 5e \| Sacha Modolo \| Italie \| UAE Team Emirates \| + 0 s \| \| 6e \| Michael Schwarzmann \| Allemagne \| Bora-Hansgrohe \| + 0 s \| \| 7e \| Tom Van Asbroeck \| Belgique \| Cannondale-Drapac \| + 0 s \| \| 8e \| Daniel Oss \| Italie \| BMC Racing Team \| + 0 s \| \| 9e \| Patrick Konrad \| Autriche \| Bora-Hansgrohe \| + 0 s \| \| 10e \| Vincenzo Nibali \| Italie \| Bahrain-Merida \| + 0 s \| |                     |             |                   |                 |
| |                     |             |                   |                 |
| Source : ProCyclingStats |                     |             |                   |                 |
| Classement de l'étape |                     |             |                   |                 |
| Coureur | Coureur             | Pays        | Équipe            | Temps           |
| 1er | Yves Lampaert       | Belgique    | Quick-Step Floors | 4 h 36 min 13 s |
| 2e | Matteo Trentin      | Italie      | Quick-Step Floors | + 0 s           |
| 3e | Adam Blythe         | Royaume-Uni | Aqua Blue Sport   | + 0 s           |
| 4e | Edward Theuns       | Belgique    | Trek-Segafredo    | + 0 s           |
| 5e | Sacha Modolo        | Italie      | UAE Team Emirates | + 0 s           |
| 6e | Michael Schwarzmann | Allemagne   | Bora-Hansgrohe    | + 0 s           |
| 7e | Tom Van Asbroeck    | Belgique    | Cannondale-Drapac | + 0 s           |
| 8e | Daniel Oss          | Italie      | BMC Racing Team   | + 0 s           |
| 9e | Patrick Konrad      | Autriche    | Bora-Hansgrohe    | + 0 s           |
| 10e | Vincenzo Nibali     | Italie      | Bahrain-Merida    | + 0 s           |

### Points attribués
| Sprint intermédiaire - Saint-Marcel-sur-Aude (km 174,7) | Sprint intermédiaire - Saint-Marcel-sur-Aude (km 174,7) | Sprint intermédiaire - Saint-Marcel-sur-Aude (km 174,7) | Sprint intermédiaire - Saint-Marcel-sur-Aude (km 174,7) | Sprint intermédiaire - Saint-Marcel-sur-Aude (km 174,7) |
| ------------------------------------------------------- | ------------------------------------------------------- | ------------------------------------------------------- | ------------------------------------------------------- | ------------------------------------------------------- |
|                                                         | Coureur                                                 | Pays                                                    | Équipe                                                  | Point(s)                                                |
| 1er                                                     | Matteo Trentin                                          | Italie                                                  | Quick-Step Floors                                       | 4                                                       |
| 2e                                                      | Marco Haller                                            | Autriche                                                | Katusha-Alpecin                                         | 2                                                       |
| 3e                                                      | Daniel Oss                                              | Italie                                                  | BMC Racing                                              | 1                                                       |
| modifier                                                |                                                         |                                                         |                                                         |                                                         |

| Arrivée d'étape - Gruissan (km 203,4) | Arrivée d'étape - Gruissan (km 203,4) | Arrivée d'étape - Gruissan (km 203,4) | Arrivée d'étape - Gruissan (km 203,4) | Arrivée d'étape - Gruissan (km 203,4) |
| ------------------------------------- | ------------------------------------- | ------------------------------------- | ------------------------------------- | ------------------------------------- |
|                                       | Coureur                               | Pays                                  | Équipe                                | Point(s)                              |
| 1er                                   | Yves Lampaert                         | Belgique                              | Quick-Step Floors                     | 25                                    |
| 2e                                    | Matteo Trentin                        | Italie                                | Quick-Step Floors                     | 20                                    |
| 3e                                    | Adam Blythe                           | Royaume-Uni                           | Aqua Blue Sport                       | 16                                    |
| 4e                                    | Edward Theuns                         | Belgique                              | Trek-Segafredo                        | 14                                    |
| 5e                                    | Sacha Modolo                          | Italie                                | UAE Emirates                          | 12                                    |
| 6e                                    | Michael Schwarzmann                   | Allemagne                             | Bora-Hansgrohe                        | 10                                    |
| 7e                                    | Tom Van Asbroeck                      | Belgique                              | Cannondale-Drapac                     | 9                                     |
| 8e                                    | Daniel Oss                            | Italie                                | BMC Racing                            | 8                                     |
| 9e                                    | Patrick Konrad                        | Autriche                              | Bora-Hansgrohe                        | 7                                     |
| 10e                                   | Vincenzo Nibali                       | Italie                                | Bahrain-Merida                        | 6                                     |
| 11e                                   | Esteban Chaves                        | Colombie                              | Orica-Scott                           | 5                                     |
| 12e                                   | Simon Clarke                          | Australie                             | Cannondale-Drapac                     | 4                                     |
| 13e                                   | Sebastián Molano                      | Colombie                              | Manzana Postobón                      | 3                                     |
| 14e                                   | Marco Haller                          | Autriche                              | Katusha-Alpecin                       | 2                                     |
| 15e                                   | Youcef Reguigui                       | Algérie                               | Dimension Data                        | 1                                     |
| modifier                              |                                       |                                       |                                       |                                       |

|   | Coureur        | Pays     | Équipe            | Secondes |
| - | -------------- | -------- | ----------------- | -------- |
| 1 | Matteo Trentin | Italie   | Quick-Step Floors | 3 s      |
| 2 | Marco Haller   | Autriche | Katusha-Alpecin   | 2 s      |
| 3 | Daniel Oss     | Italie   | BMC Racing        | 1 s      |

|   | Coureur        | Pays        | Équipe            | Secondes |
| - | -------------- | ----------- | ----------------- | -------- |
| 1 | Yves Lampaert  | Belgique    | Quick-Step Floors | 10 s     |
| 2 | Matteo Trentin | Italie      | Quick-Step Floors | 6 s      |
| 3 | Adam Blythe    | Royaume-Uni | Aqua Blue Sport   | 4 s      |

## Classements à l'issue de l'étape

### Classement général
| \| Classement général \| Classement général \| Classement général \| Classement général \| Classement général \| \| Coureur \| Coureur \| Pays \| Équipe \| Temps \| \| ------------------ \| ------------------ \| ------------------ \| ------------------ \| ------------------ \| \| 1er \| Yves Lampaert \| Belgique \| Quick-Step Floors \| 4 h 52 min 07 s \| \| 2e \| Matteo Trentin \| Italie \| Quick-Step Floors \| + 1 s \| \| 3e \| Daniel Oss \| Italie \| BMC Racing Team \| + 3 s \| \| 4e \| Tejay van Garderen \| États-Unis \| BMC Racing Team \| + 17 s \| \| 5e \| Nicolas Roche \| Irlande \| BMC Racing Team \| + 17 s \| \| 6e \| Rohan Dennis \| Australie \| BMC Racing Team \| + 17 s \| \| 7e \| Julian Alaphilippe \| France \| Quick-Step Floors \| + 18 s \| \| 8e \| Wilco Kelderman \| Pays-Bas \| Team Sunweb \| + 18 s \| \| 9e \| Christopher Froome \| Royaume-Uni \| Team Sky \| + 21 s \| \| 10e \| Wout Poels \| Pays-Bas \| Team Sky \| + 21 s \| |                    |             |                   |                 |
| |                    |             |                   |                 |
| Source : ProCyclingStats |                    |             |                   |                 |
| Classement général |                    |             |                   |                 |
| Coureur | Coureur            | Pays        | Équipe            | Temps           |
| 1er | Yves Lampaert      | Belgique    | Quick-Step Floors | 4 h 52 min 07 s |
| 2e | Matteo Trentin     | Italie      | Quick-Step Floors | + 1 s           |
| 3e | Daniel Oss         | Italie      | BMC Racing Team   | + 3 s           |
| 4e | Tejay van Garderen | États-Unis  | BMC Racing Team   | + 17 s          |
| 5e | Nicolas Roche      | Irlande     | BMC Racing Team   | + 17 s          |
| 6e | Rohan Dennis       | Australie   | BMC Racing Team   | + 17 s          |
| 7e | Julian Alaphilippe | France      | Quick-Step Floors | + 18 s          |
| 8e | Wilco Kelderman    | Pays-Bas    | Team Sunweb       | + 18 s          |
| 9e | Christopher Froome | Royaume-Uni | Team Sky          | + 21 s          |
| 10e | Wout Poels         | Pays-Bas    | Team Sky          | + 21 s          |

### Classement par points
| Classement par points | Classement par points | Classement par points | Classement par points | Classement par points |
| Coureur               | Coureur               | Pays                  | Équipe                | Points                |
| --------------------- | --------------------- | --------------------- | --------------------- | --------------------- |
| 1er                   | Yves Lampaert         | Belgique              | Quick-Step Floors     | 25 pts                |
| 2e                    | Matteo Trentin        | Italie                | Quick-Step Floors     | 24 pts                |
| 3e                    | Adam Blythe           | Royaume-Uni           | Aqua Blue Sport       | 16 pts                |
| 4e                    | Edward Theuns         | Belgique              | Trek-Segafredo        | 14 pts                |
| 5e                    | Sacha Modolo          | Italie                | UAE Team Emirates     | 12 pts                |
| 6e                    | Michael Schwarzmann   | Allemagne             | Bora-Hansgrohe        | 10 pts                |
| 7e                    | Daniel Oss            | Italie                | BMC Racing Team       | 9 pts                 |
| 8e                    | Tom Van Asbroeck      | Belgique              | Cannondale-Drapac     | 9 pts                 |
| 9e                    | Patrick Konrad        | Autriche              | Bora-Hansgrohe        | 7 pts                 |
| 10e                   | Vincenzo Nibali       | Italie                | Bahrain-Merida        | 6 pts                 |

### Classement du meilleur grimpeur
| Classement du meilleur grimpeur | Classement du meilleur grimpeur | Classement du meilleur grimpeur | Classement du meilleur grimpeur | Classement du meilleur grimpeur |
| ------------------------------- | ------------------------------- | ------------------------------- | ------------------------------- | ------------------------------- |
|                                 | Coureur                         | Pays                            | Équipe                          | Point(s)                        |
| 1er                             | Nicolas Roche                   | Irlande                         | BMC Racing                      | 3 points                        |
| 2e                              | Daniel Oss                      | Italie                          | BMC Racing                      | 2 pts                           |
| 3e                              | Francisco Ventoso               | Espagne                         | BMC Racing                      | 1 pt                            |
| modifier                        |                                 |                                 |                                 |                                 |

### Classement du combiné
| Classement du combiné | Classement du combiné | Classement du combiné | Classement du combiné | Classement du combiné |
| --------------------- | --------------------- | --------------------- | --------------------- | --------------------- |
|                       | Coureur               | Pays                  | Équipe                | Point(s)              |
| 1er                   | Daniel Oss            | Italie                | BMC Racing            | 12 points             |
| modifier              |                       |                       |                       |                       |

### Classement par équipes
| Classement par équipes | Classement par équipes | Classement par équipes | Classement par équipes |
| Équipe                 | Équipe                 | Pays                   | Temps                  |
| ---------------------- | ---------------------- | ---------------------- | ---------------------- |
| 1re                    | Quick-Step Floors      | Belgique               | 14 h 04 min 51 s       |
| 2e                     | BMC Racing Team        | États-Unis             | + 12 s                 |
| 3e                     | Bora-Hansgrohe         | Allemagne              | + 15 s                 |
| 4e                     | Sky                    | Royaume-Uni            | + 24 s                 |
| 5e                     | Team Sunweb            | Allemagne              | + 26 s                 |
| 6e                     | Orica-Scott            | Australie              | + 29 s                 |
| 7e                     | Lotto-Soudal           | Belgique               | + 39 s                 |
| 8e                     | Movistar Team          | Espagne                | + 39 s                 |
| 9e                     | Cannondale-Drapac      | États-Unis             | + 45 s                 |
| 10e                    | Trek-Segafredo         | États-Unis             | + 47 s                 |

## Abandons
- 73 -  Michal Kolář (Bora-Hansgrohe) : abandon
- 123 -  Anass Aït El Abdia (UAE Emirates) : abandon
- 155 -  Javier Moreno (Bahrain-Merida) : abandon